# Thalassodes figurata
Thalassodes figurata là một loài bướm đêm trong họ Geometridae.